# Wandering Spirit
《Wandering Spirit》은 믹 재거의 세 번째 솔로 음반이다. 1993년 2월 9일에 발매된 이 음반은 1990년대 그의 유일한 솔로 음반이었다.

## 배경
롤링 스톤스의 《Steel Wheels》(1989년)에 이어, 재거는 《Wandering Spirit》이 될 새로운 자료를 쓰기 시작했다. 1992년 1월, 릭 루빈을 공동 프로듀서로 영입한 후, 재거는 1992년 9월까지 7개월에 걸쳐 로스앤젤레스에서 이 음반을 녹음했으며, 키스 리처즈가 《Main Offender》를 만들 때 동시에 녹음했다.
재거는 빌 위더스의 〈Use Me〉를 커버로 한 레니 크래비츠와 레드 핫 칠리 페퍼스의 베이시스트 플리를 3곡에 올려놓고 《Wandering Spirit》을 최소로 유지했다.
롤링 스톤스의 소니 뮤직 계약이 종료되고 버진 레코드와 계약한 이후, 재거는 자신의 유일한 음반이 될 음반을 배급하기 위해 애틀랜틱 레코드와 계약하기로 결정했다.

## 평가
| 전문가 평가          | 전문가 평가 |
| 평가 점수            | 평가 점수   |
| 출처                 | 점수        |
| -------------------- | ----------- |
| AllMusic             | [ 1 ]       |
| Entertainment Weekly | B+          |
| Robert Christgau     | [ 3 ]       |

1993년 2월에 발매된 《Wandering Spirit》은 상업적으로 성공을 거두었고, 영국에서는 12위, 미국에서는 11위까지 올라 그곳에서 골드를 획득했다. 곡 〈Sweet Thing〉은 비록 중간 정도의 성공을 거둔 두 번째 싱글 〈Don't Tear Me Up〉이지만, 《빌보드》의 메인스트림 록 트랙 차트에서 일주일 동안 1위를 차지했다. 예리하고 갸름한 기타 사운드를 선호하는 재거가 능글맞은 신시사이저를 포기한 것을 주목하면서 비판적인 반응은 매우 강했다.

## 곡 목록
모든 곡들은 특별한 언급이 없는 한 믹 재거에 의해 작사/작곡하였다.
| #   | 제목                             | 작사·작곡              | 재생 시간 |
| --- | -------------------------------- | ---------------------- | --------- |
| 1.  | 〈Wired All Night〉              |                        | 4:05      |
| 2.  | 〈Sweet Thing〉                  |                        | 4:19      |
| 3.  | 〈Out of Focus〉                 |                        | 4:36      |
| 4.  | 〈Don't Tear Me Up〉             |                        | 4:11      |
| 5.  | 〈Put Me in the Trash〉          | 재거, 지미 립          | 3:35      |
| 6.  | 〈Use Me〉                       | 빌 위더스              | 4:28      |
| 7.  | 〈Evening Gown〉                 |                        | 3:33      |
| 8.  | 〈Mother of a Man〉              |                        | 4:18      |
| 9.  | 〈Think〉                        | 로우먼 폴링            | 2:59      |
| 10. | 〈Wandering Spirit〉             | 재거, 립               | 4:18      |
| 11. | 〈Hang On to Me Tonight〉        |                        | 4:37      |
| 12. | 〈I've Been Lonely for So Long〉 | 포시 나이트, 제리 위버 | 3:29      |
| 13. | 〈Angel in My Heart〉            |                        | 3:24      |
| 14. | 〈Handsome Molly〉               | 민요                   | 2:06      |

## 인증
| 국가                                                  | 인증     | 판매량/출하량 |
| ----------------------------------------------------- | -------- | ------------- |
| 아르헨티나 (CAPIF)                                    | 플래티넘 | 60,000^       |
| 오스트리아 (IFPI 오스트리아)                          | 골드     | 25,000*       |
| 캐나다 (뮤직 캐나다)                                  | 골드     | 50,000^       |
| 독일 (BVMI)                                           | 골드     | 250,000^      |
| 프랑스 (SNEP)                                         | 골드     | 242,000       |
| 네덜란드 (NVPI)                                       | 골드     | 50,000^       |
| 뉴질랜드 (RMNZ)                                       | 골드     | 7,500^        |
| 스페인 (PROMUSICAE)                                   | 골드     | 50,000^       |
| 미국 (RIAA)                                           | 골드     | 500,000^      |
| *판매량을 기반으로 한 인증 ^출하량을 기반으로 한 인증 |          |               |